# Hölle (Neudrossenfeld)
Hölle (oberfränkisch: Hell) ist ein Gemeindeteil der Gemeinde Neudrossenfeld im Landkreis Kulmbach (Oberfranken, Bayern). Hölle liegt in der Gemarkung Neudrossenfeld.

## Geographie
Der Weiler liegt am Fuße der bewaldeten Anhöhe Höllberg (417 m ü. NHN, 0,8 km östlich). Ein Anliegerweg führt nach Eberhardtsreuth zur Kreisstraße KU 14 (0,3 km nördlich).

## Geschichte
Der Ort wurde 1398 als „Hell“ erstmals urkundlich erwähnt. Dem Ortsnamen liegt der Flurname hell zugrunde (mhd. für Schlucht, Hohlweg, abgelegener Winkel).
Gegen Ende des 18. Jahrhunderts bestand Hölle aus einem Anwesen. Das Hochgericht übte das bayreuthische Stadtvogteiamt Kulmbach aus. Das Rittergut Neudrossenfeld war Grundherr des Gutes.
Von 1797 bis 1810 unterstand der Ort dem Justiz- und Kammeramt Kulmbach. Mit dem Gemeindeedikt wurde Hölle dem 1811 gebildeten Steuerdistrikt Neudrossenfeld und der 1812 gebildeten gleichnamigen Ruralgemeinde zugewiesen.

### Einwohnerentwicklung
| Jahr      | 001818 | 001861 | 001871 | 001885 | 001900 | 001925 | 001950 | 001961 | 001970 | 001987 |
| Einwohner | *      | 18     | 12     | 18     | 25     | 20     | 21     | 19     | 13     | 8      |
| Häuser    | *      |        |        | 3      | 3      | 3      | 3      | 3      |        | 3      |
| Quelle    | [ 8 ]  | [ 11 ] | [ 12 ] | [ 13 ] | [ 14 ] | [ 15 ] | [ 16 ] | [ 17 ] | [ 18 ] | [ 1 ]  |

## Religion
Hölle ist seit der Reformation evangelisch-lutherisch geprägt und nach Neudrossenfeld gepfarrt.